# Штайнеркирхен-на-Трауне
Штайнеркирхен-на-Трауне (нем. Steinerkirchen an der Traun) — ярмарочная коммуна (нем. Marktgemeinde) в Австрии, в федеральной земле Верхняя Австрия. 
Входит в состав округа Вельс.  Население составляет 2355 человек (на 1 января 2007 года). Занимает площадь 33,5 км². Официальный код  —  41821.

## Политическая ситуация
Бургомистр коммуны — Йохан Ауэр (АНП) по результатам выборов 2003 года.
Совет представителей коммуны (нем. Gemeinderat) состоит из 25 мест.
- АНП занимает 19 мест.
- СДПА занимает 4 места.
- АПС занимает 2 места.